# I'll Sleep When I'm Dead (Bon Jovi)
I'll Sleep When I'm Dead è una canzone dei Bon Jovi, scritta da Jon Bon Jovi, Richie Sambora e Desmond Child. È stata estratta come quarto singolo dal quinto album in studio del gruppo, Keep the Faith, nel luglio del 1993. Ha raggiunto la posizione numero 97 della Billboard Hot 100 e la numero 29 della Mainstream Rock Songs negli Stati Uniti. Altrove, è arrivata si è posizionata al diciassettesimo posto della Official Singles Chart nel Regno Unito.
La canzone ha dato il nome allo I'll Sleep When I'm Dead Tour, continuazione del Keep the Faith Tour, partito nel giugno del 1993.

## Esibizioni dal vivo
Il ripetuto rullo di tamburo e l'orecchiabile ritornello di I'll Sleep When I'm Dead ne hanno fatta una delle canzoni preferite dal pubblico durante le esibizioni dal vivo del gruppo. Si distingueva per essere uno dei pochi brani dei Bon Jovi a venire suonato interamente in quasi tutti i concerti della band, almeno fino al The Circle Tour nel 2010, durante il quale apparve solo occasionalmente. Quando suonata dal vivo, la canzone è spesso inserita in un medley insieme a una cover eseguita dal gruppo, come Jumpin' Jack Flash dei Rolling Stones, o Papa Was a Rollin' Stone degli Undisputed Truth. Registrazioni dal vivo del brano sono presenti nei video concerti Live from London e The Crush Tour.

## Video musicale
Il video musicale della canzone, girato interamente in bianco e nero e tra i più ironici della band, immortala i Bon Jovi in alcuni momenti del loro Keep the Faith Tour. Il video inizia mostrando il gruppo all'interno del suo jet privato, per poi portarli in giro per il mondo. Gran parte delle riprese sono state effettuate a Parigi, in Francia, e vedono la band suonare dentro al cimitero di Père-Lachaise (dove si intravede la tomba di Jim Morrison). Curiose sono alcune scene in cui i membri del gruppo tentano di fuggire scherzosamente dai loro fan in visibilio, come quando si camuffano con delle lunghe barbe su un marciapiede facendo finta di leggere dei giornali. Queste scene rappresentano una probabile citazione del video di In And Out Of Love del 1985, in cui si vedono i Bon Jovi compiere un'azione simile.

## Tracce
Versione britannica
1. I'll Sleep When I'm Dead – 4:43 (Jon Bon Jovi, Richie Sambora, Desmond Child)
2. Blaze of Glory (Live) – 5:50 (Bon Jovi)
3. You Give Love a Bad Name (Live) – 3:40 (Bon Jovi, Sambora, Child)
4. Bad Medicine (Live) – 8:05 (Bon Jovi, Sambora, Child)

Versione tedesca
1. I'll Sleep When I'm Dead (versione ridotta) – 4:09 (Bon Jovi, Sambora, Child)
2. Blaze of Glory (Live) – 5:50 (Bon Jovi)
3. Wild in the Streets (Live) – 4:58 (Bon Jovi)
4. Never Say Goodbye (Live acustica)  – 5:30 (Bon Jovi, Sambora)

Le tracce dal vivo sono state registrate durante il New Jersey Syndicate Tour e il Keep the Faith Tour.

## Classifiche
| Classifica (1993)             | Posizione massima |
| ----------------------------- | ----------------- |
| Australia                     | 24                |
| Austria                       | 19                |
| Belgio (Fiandre)              | 40                |
| Canada                        | 47                |
| Finlandia                     | 20                |
| Irlanda                       | 14                |
| Paesi Bassi                   | 17                |
| Regno Unito                   | 17                |
| Stati Uniti                   | 97                |
| Stati Uniti (mainstream rock) | 29                |
| Svizzera                      | 35                |